# Piero Scotti
 Piero Scotti  va ser un pilot de curses automobilístiques italià que va arribar a disputar curses de Fórmula 1.
Piero Scotti va néixer l'11 de novembre del 1909 a Florència, Itàlia i va morir el 14 de febrer del 1976.

## A la F1
Va debutar a la quarta cursa de la temporada 1956 (la setena temporada de la història) del campionat del món de la Fórmula 1, disputant el 3 de juny del 1956 el GP de Bèlgica al Circuit de Spa-Francorchamps.
Piero Scotti va participar en una única cursa puntuable pel campionat de la F1, no aconseguint finalitzar la cursa en haver de retirar-se per problemes mecànics a la desena volta.

## Resultats a la Fórmula 1
| Any  | Equip        | Xassís    | Motor | 1   | 2   | 3   | 4       | 5   | 6   | 7   | 8   | Posició | Punts |
| ---- | ------------ | --------- | ----- | --- | --- | --- | ------- | --- | --- | --- | --- | ------- | ----- |
| 1956 | Piero Scotti | Connaught | Alta  | ARG | MON | 500 | BEL Ret | FRA | GBR | ALE | ITA | -       | 0     |

### Resum
| Curses: | Victòries: | Pòdiums: | Poles: | Voltes ràpides: | Punts: |
| ------- | ---------- | -------- | ------ | --------------- | ------ |
| 1       | 0          | 0        | 0      | 0               | 0      |